# Tobias Foskett
Tobias Foskett (* 28. August 1975 in Canberra) ist ein australischer Dirigent.

## Leben
Foskett studierte Klavier und Dirigieren an der Canberra School of Music (Australische Nationaluniversität) und schloss 1999 erfolgreich ab. Während dieser Zeit dirigierte er regelmäßig das Canberra Jugendorchester und das Orchester der Canberra School of Music. Er war musikalischer Leiter des Australischen Nationaluniversitätschors sowie stellvertretender Leiter der Canberra Choral Society. Sein dirigiertes Repertoire reicht von barocken Chorwerken bis hin zu symphonischen Werken der Romantik.
Ab 2001 war Tobias Foskett an der Opera Australia in Sydney als Kapellmeister tätig. Als musikalischer Assistent der Intendantin Simone Young probte und dirigierte er in Opernproduktionen wie zum Beispiel La traviata, Il trovatore, Rigoletto, Verdis Requiem, Andrea Chénier, Tristan und Isolde sowie für Konzerte mit dem Australischen Opernorchester. Seine Tätigkeiten umfassten auch die Assistenz für Simone Young im Ausland, so z. B. in Wien (Die Frau ohne Schatten) und Bergen, Norwegen (Verdis Requiem), sowie die Zusammenarbeit mit Gastdirigenten wie Julia Jones, Johannes Fritzsch, Sebastian Weigle und Richard Mills. Als Assistenzdirigent hat Tobias Foskett an Produktionen von Peter Grimes, Die Hochzeit des Figaro, Die Zauberflöte, L’elisir d’amore, Simon Boccanegra und Il trittico mitgewirkt. 2002 war er Dirigent der La Bohème-Tournee der Opera Australia. In weiteren Engagements arbeitete Tobias Foskett als Dirigent mit dem Australischen Nationaluniversitätschor, der Rockdale Opera (deren Generalmusikdirektor er auch war), dem Sydney Conservatory und der Canberra Choral Society.
Seit 2003 wohnt Tobias Foskett in Berlin, wo er als musikalischer Assistent von Simone Young mit den wichtigsten Opernhäusern und Orchestern Deutschlands und Österreichs zusammengearbeitet hat, beispielsweise mit der Staatsoper Berlin, der Oper Frankfurt, den Hamburger und Stuttgarter Philharmonikern, der Philharmonie Essen sowie den Berliner Philharmonikern. Zudem war er Assistenzdirigent bei Janáčeks Osud und Puccinis Le Villi an der Wiener Staatsoper, bei Pfitzners Palestrina an der Bayerischen Staatsoper und für Schumanns 4. Sinfonie mit den Wiener Philharmonikern.

## Auszeichnungen
In Europa war er 2002 Finalist für das Young Artist Program am Royal Opera House Covent Garden und wurde mit Stipendien des Goethe Instituts und des Churchill Trusts ausgezeichnet, um in Deutschland zu arbeiten und seine Erfahrungen zu erweitern.

## Dirigate
Seine eigenen Dirigate im Jahr 2005 beinhalteten sein Debüt in Deutschland mit den Freiburger Philharmonikern und sein österreichisches Debüt mit dem Innviertler Symphonieorchester. Seit 2006 dirigiert er mehrere Konzerte pro Jahr in Deutschland, Österreich und Australien. 2008 gab Tobias Foskett sein USA-Debüt mit dem Chattanooga Symphony Orchestra (Tennessee). Im gleichen Jahr dirigierte er auch eine Neuproduktion von Così fan tutte am Slowenischen Nationaltheater und leitete die Dresdner Philharmonie mit Holsts Planeten. Seine Engagements für 2009 führten ihn in die USA zum Huntsville Symphony Orchestra (Alabama), zum Chattanooga Symphony Orchestra, nach Australien, zu den Dresdner und den Jenaer Philharmonikern.